# Grand Prix Velké Británie 1962
Grand Prix Velké Británie 1962 (oficiálně 15th RAC British Grand Prix) se jela na okruhu Aintree v Liverpoolu ve Velké Británii dne 21. července 1962. Závod byl pátým v pořadí v sezóně 1962 šampionátu Formule 1.

## Závod
| Poř.   | No. | Jezdec                  | Konstruktér     | Počet kol | Čas/Odstoupení      | Pořadí na startu | Body |
| ------ | --- | ----------------------- | --------------- | --------- | ------------------- | ---------------- | ---- |
| 1      | 20  | Jim Clark               | Lotus-Climax    | 75        | 2:26:20.8           | 1                | 9    |
| 2      | 24  | John Surtees            | Lola-Climax     | 75        | + 49.2              | 2                | 6    |
| 3      | 16  | Bruce McLaren           | Cooper-Climax   | 75        | + 1:44.8            | 4                | 4    |
| 4      | 12  | Graham Hill             | BRM             | 75        | + 1:56.8            | 5                | 3    |
| 5      | 30  | Jack Brabham            | Lotus-Climax    | 74        | + 1 kolo            | 9                | 2    |
| 6      | 18  | Tony Maggs              | Cooper-Climax   | 74        | + 1 kolo            | 13               | 1    |
| 7      | 34  | Masten Gregory          | Lotus-Climax    | 74        | + 1 kolo            | 14               |      |
| 8      | 22  | Trevor Taylor           | Lotus-Climax    | 74        | + 1 kolo            | 10               |      |
| 9      | 8   | Dan Gurney              | Porsche         | 73        | + 2 kola            | 6                |      |
| 10     | 42  | Jackie Lewis            | Cooper-Climax   | 72        | + 3 kola            | 15               |      |
| 11     | 40  | Tony Settember          | Emeryson-Climax | 71        | + 4 kola            | 19               |      |
| 12     | 36  | Ian Burgess             | Cooper-Climax   | 71        | + 4 kola            | 16               |      |
| 13     | 14  | Richie Ginther          | BRM             | 70        | + 5 kol             | 8                |      |
| 14     | 54  | Carel Godin de Beaufort | Porsche         | 69        | + 6 kol             | 17               |      |
| 15     | 46  | Jay Chamberlain         | Lotus-Climax    | 64        | + 11 kol            | 20               |      |
| 16     | 32  | Innes Ireland           | Lotus-Climax    | 61        | + 14 kol            | 3                |      |
| Ret    | 2   | Phil Hill               | Ferrari         | 47        | Motor               | 12               |      |
| Ret    | 26  | Roy Salvadori           | Lola-Climax     | 35        | Baterie             | 11               |      |
| Ret    | 10  | Jo Bonnier              | Porsche         | 27        | Diferenciál         | 7                |      |
| Ret    | 44  | Wolfgang Seidel         | Lotus-BRM       | 11        | Brzdy               | 21               |      |
| Ret    | 48  | Tony Shelly             | Lotus-Climax    | 6         | Motor               | 18               |      |
| DNS    | 48  | Keith Greene            | Lotus-Climax    |           | Pouze trénoval      |                  |      |
| WD     | 28  | Maurice Trintignant     | Lotus-Climax    |           | Vůz poškozen        |                  |      |
| WD     | 38  | John Campbell-Jones     | Emeryson-Climax |           | Necítil se dobře    |                  |      |
| WD     | 50  | Keith Greene            | Gilby-BRM       |           | Vůz nebyl připraven |                  |      |
| WD     | 52  | Jo Siffert              | Lotus-BRM       |           | Nedostatek peněz    |                  |      |
| Zdroj: |     |                         |                 |           |                     |                  |      |

## Průběžné pořadí po závodě
Pohár jezdců
|        | Pořadí | Jezdec        | Body |
| ------ | ------ | ------------- | ---- |
|        | 1      | Graham Hill   | 19   |
| 2      | 2      | Jim Clark     | 18   |
|        | 3      | Bruce McLaren | 16   |
| 2      | 4      | Phil Hill     | 14   |
| 2      | 5      | John Surtees  | 13   |
| Zdroj: |        |               |      |

Pohár konstruktérů
|        | Pořadí | Konstruktér   | Body |
| ------ | ------ | ------------- | ---- |
| 2      | 1      | Lotus-Climax  | 24   |
| 1      | 2      | BRM           | 23   |
| 1      | 3      | Cooper-Climax | 21   |
|        | 4      | Ferrari       | 14   |
| 1      | 5      | Lola-Climax   | 13   |
| Zdroj: |        |               |      |